# Paul Shenar
Albert Paul Shenar (Milwaukee, 12 februari 1936 – West Hollywood, 11 oktober 1989) was een Amerikaans acteur.

## Biografie
Shenar maakte zijn podiumdebuut op Broadway in 1965, waarna hij zich aansloot bij het American Conservatory Theater in San Francisco. Vervolgens verscheen hij in meerdere televisieseries. In 1975 speelde hij Orson Welles in de televisiefilm The Night That Panicked America, en drie jaar later als Florenz Ziegfeld in Ziegfeld: The Man and His Women.
In 1982 sprak Shenar de stem in van het personage Jenner in de animatiefilm The Secret of NIMH. In 1983 speelde hij zijn bekendste rol, als drugsbaron Alejandro Sosa in de film Scarface van Brian De Palma. Vervolgens verscheen hij in Raw Deal (1986), The Bedroom Window (1987) en Le Grand Bleu (1988), zijn laatste film.
Shenar had eind jaren zeventig een vijfjarige relatie met Jeremy Brett. Op 11 oktober 1989 overleed Shenar aan de gevolgen van aids.

## Filmografie

### Films
- Lulu (1978)
- The End of August (1982)
- The Secret of NIMH (1982)
- Deadly Force (1983)
- Scarface (1983)
- Dream Lover (1986)
- Raw Deal (1986)
- The Bedroom Window (1987)
- Man on Fire (1987)
- Best Seller (1987)
- Le Grand Bleu (1988)